# 30Minutes Night Flight
Albums de Māya Sakamoto
Yūnagi Loop
(2005) Kazeyomi
(2009)
30Minutes Night Flight est le 2e mini-album de Māya Sakamoto, sorti sous le label Victor Entertainment le 21 mars 2007 au Japon. Une nouvelle édition est sortie le 24 mars 2010.

## Présentation
Cet album a atteint la 12e place du classement de l'Oricon. Il se vend à 18 484 exemplaires la première semaine et reste classé pendant sept semaines, pour un total de 29 219 exemplaires vendus. Il sort en format CD et CD+DVD. Le DVD contient un petit film produit par Production I.G et qui s'intitule Universe.

## Liste des titres
Tous les arrangements sont faits par Toshiyuki Mori.
| 1. | 30Minutes Night Flight                                | Māya Sakamoto   | Toshiaki Yamada | 5:55 |
| 2. | Dreaming (ドリーミング)                               | Māya Sakamoto   | Kensuke Okuda   | 4:01 |
| 3. | Kioku-There's No End (記憶-there's no end)            | Shoko Suzuki    | Shoko Suzuki    | 4:25 |
| 4. | Bokutachi ga Koi wo Suru Riyuu (僕たちが恋をする理由) | Māya Sakamoto   | Michiko Takada  | 5:34 |
| 5. | Setsuna (セツナ)                                      | Toshiaki Yamada | Toshiaki Yamada | 4:23 |
| 6. | Universe (ユニバース)                                 | Māya Sakamoto   | Shoko Suzuki    | 4:31 |
| 7. | 30Minutes Night Flight~sound of a new day             | Māya Sakamoto   | Toshiaki Yamada | 1:09 |

| 1. | Universe (ユニバース (Short Film)) |  |